# 1917年法军哗变
1917年法军哗变（法語：Mutineries de 1917）是指第一次世界大戰後期法國陸軍基層發生的大規模違反命令行為，許多法軍士兵拒絕上級的進攻命令，只願意待在戰壕中防守。起因為同年4月的尼維爾攻勢，法軍在進攻中傷亡慘重，而上級未能對此做出有效應對。法軍高層最終任命菲利普·贝当為總參謀長，妥善地解決基層問題，處決49名頑固分子，並在下半年發動兩次小型攻勢穩固軍心。歷史學者約翰‧基根對此評價道：「此事更合适被视为一种军事罢工......然而在更宽泛的意义上说，秩序依然完好，而且『兵变者』没有做出针对长官的暴力行为......仍然带着爱国主义心甘情愿地去保卫战线，防卫敌军的进攻。」

## 背景
1917年时第一次世界大战已经进行了3年多。西线胶着在本土的法国人力和士气均处于崩溃的边缘。而此时，法军高层仍在寄希望于通过大规模的进攻打破堑壕战的僵局，从而战胜德军。尤其是新任法军司令罗贝尔·尼韦勒，他主张通过一场以猛烈炮击作为主要手段的进攻，以在48小时内打破德军防线。然而该计划在一开始就被德军情报系统获得，加上计划本身的缺失，导致这场被称为尼維爾攻勢的大规模进攻不仅时间上远远超出了计划中的48小时，而且伤亡非常惨烈也未能达成作战目标。更糟糕的是，由于尼韦勒相信此次攻势造成的伤亡仅会有一万人左右，而实际上法军光阵亡就接近三万人，总伤亡超过十八万人。毫无准备的法军医疗体系立刻被冲垮，大量伤兵无法得到救治。
此时法军的士气已成了大问题。前一年刚刚经过噩梦一般的凡尔登战役和索姆河战役，法军的损失非常惨重。而由于人力资源的不足，大量法军只能一直在战壕里服役，得不到足够的休息和休整时间。法军一直以来不重视士兵福利，因此战壕内的生活环境极端恶劣。士兵们日复一日的与腐烂的尸体和污水为伴，食用无法下咽的食物。而堑壕战的僵局除了不停的在敌人的机枪下送死以外看不到任何希望。法国后方越来越多的罢工活动和俄国二月革命的消息进一步刺激着士兵们的不满情绪，并最终随着尼韦勒攻势的惨败而爆发。

## 兵变
4月17日，即尼韦勒攻势的第二天，第108团的17名士兵就在恐怖的伤亡前开了小差。但法军高层一直对此没有采取什么行动。至4月21日，第6集团军的一支殖民地部队开始高喊反战口号并拒绝长官的命令。积压的不满情绪反而开始被引爆。
5月3日，第二殖民师的一个团首先发生兵变。喝醉酒的士兵拒绝长官们要求他们回到战壕的命令，很快哗变蔓延到整个师。法军高层一度希望武力镇压这次哗变，但面对整个师的部队法军没有足够的兵力。更何况他们还希望这些部队继续作战。因此军方派出了有威望的军官进行劝说，并一度使大多数哗变部队恢复了纪律。
然而这次哗变的平息并没有解决法军内的问题，因此哗变迅速死灰复燃并开始在法军中蔓延。一度有16个师发生哗变。兵变者的高喊着“宁守战壕，不要攻击”及“我们不会笨到走向金身不坏的机枪下吃子弹”的口号反对长官们要求发动进攻的命令。哗变遵循着相似的模式--军人在进入阵地前醉酒，并拒绝军官的进攻命令。这些部队往往是在之前的作战中遭受了惨重的损失，刚刚修整完返回前线。一些部队中广泛传阅和平主义者写的小册子，对战争极度厌恶。但此时的哗变更类似不满下的意气用事。哗变者只需军官的劝说，甚至自行在战线外流浪一天就会自动返回岗位。
以为哗变很容易处理的法军高层继续派出更多军官劝说士兵们返回前线，但对于士兵们的需求--不要自杀式进攻，合理的假期，适当的医疗条件，更好的补给和休闲场所--完全视而不见。脱离战线的士兵成群的穿越后方的街市并作出“咩咩”的羊叫，以表示自己像被驱赶着上前线送死的羊羔。第370团劫持了一辆开往巴黎的火车打算直接对政府进行斩首行动，但在半途被一支骑兵部队所截杀。另有一个团尝试前往巴黎请愿但也在半途被拦截部队劝回。更有一些部队受到俄国革命和布尔什维克宣传的鼓舞，成立了苏维埃甚至成立公社政府以对抗军队高层。
受到布尔什维克影响更深的则是前线的俄罗斯远征军。编入法军的第一俄罗斯旅发动了全体叛乱，并在随后遭到仍忠于法国政府的其他俄军的炮轰镇压。这次镇压行动产生了法军炮轰自己部队的谣言。
5月15日，贝当接替了不得人心的尼韦勒担任法军司令。贝当立刻下令停止无意义的进攻，从而得到了军人的支持。哗变的军人在制服上扣上花朵，表示他们已经做好防御阵地的准备，只要不让他们继续进行无意义的进攻。但因为军人的其他诉求并未得到满足，一度被平息的哗变死灰复燃，并扩大到了将近一半法军内。军官们甚至无法确定哪些部队是可靠的，而哪些不是。但总之，法军的作战能力已经完全崩溃，至少，已经不可能再用来发动任何进攻。

## 镇压

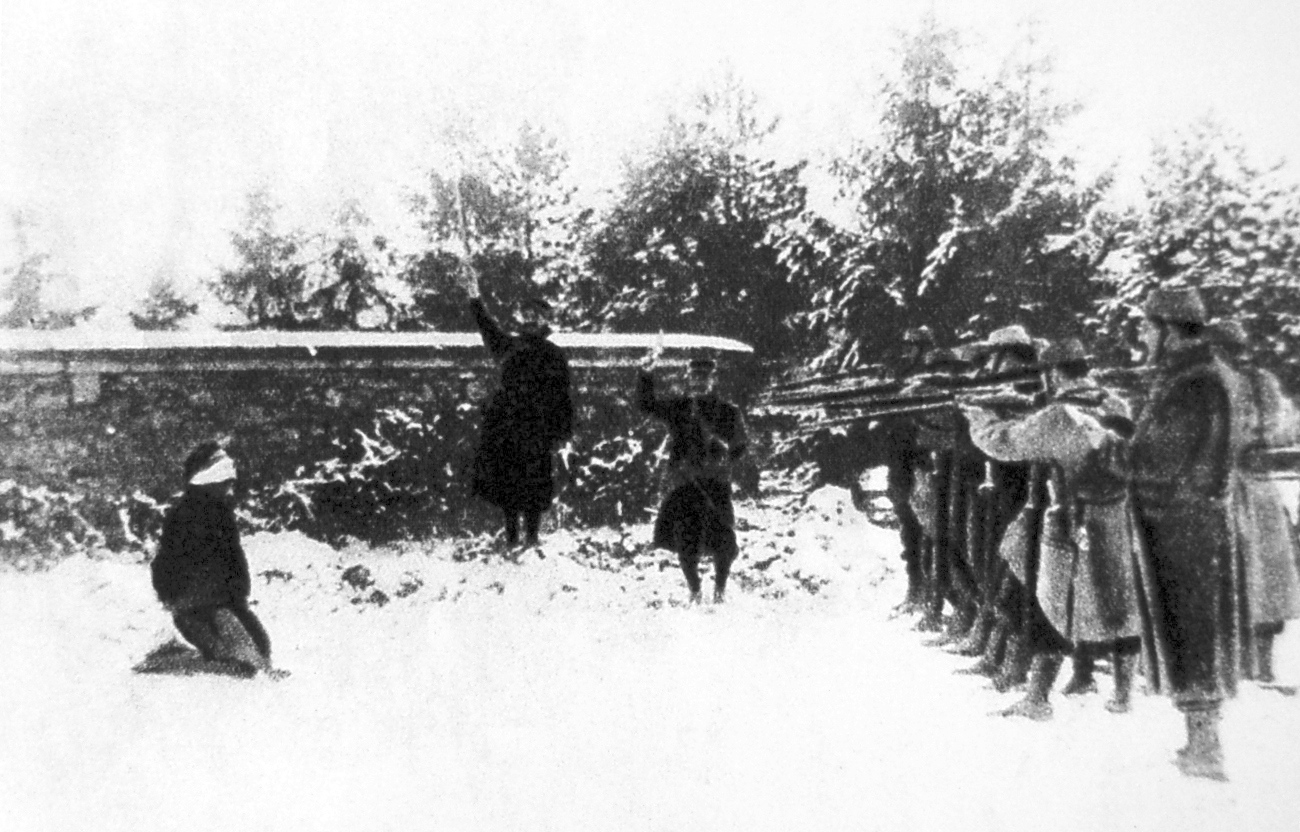
一名参与哗变的法军士兵遭到处决

时间到达6月，贝当认为已不能放任军队继续哗变，因此开始萝卜加大棒式的镇压行动。贝当在上任后的一个月内走访了90个师，听取了士兵的意见。针对士兵的诉求，贝当做出了相应的改进。如承诺给予士兵每四个月七天的固定假期，改善的前线休闲场所，以及大幅提高的补给水平。尤其保证了士兵喜爱的红酒的供应。同时对于哗变的领导者，贝当则采取了无情的镇压。贝当成立了军事法庭审判和逮捕叛乱领袖--而这个法庭则是一个袋鼠法庭，因为辩护权和上诉权都在贝当的要求下被取消了。由于很多时候哗变是自发进行的，因此很难找到真正的领导者。如果遇到这样的问题，则会随机抽取一部分哗变者处决——如同之前军队内的谣言一样——以震慑士兵。
经过如此处置之后，大规模的哗变在6月底结束。至秋天，哗变已经完全平息。

## 事后及评论
哗变的处置者贝当批评当时的法军高层对士兵们草芥人命是哗变发生的主要理由。他认为当时的军队和参谋部沉迷于快速进攻取得战果，而对于被部队的伤亡置若罔闻。部队也没有得到合理的补给和休息。同时贝当也批评前线的部队太容易得到反战的宣传材料。
法国政府对兵变的消息进行了刻意的隐瞒，以降低兵变的影响，及避免泄露相关情报给德国人。即使是一战以后，法国政府对于相关信息仍然进行封锁，直到1967年，兵变后50年才逐渐开始开放相关信息。这导致早期的对兵变的研究，如李德·哈特的一战史中（他書中推估是16個師），对兵变的规模和影响力都有了严重的低估。根据1967年以后的研究，至少50个法军师受到哗变的影响。直接参与哗变的士兵超过10万人。
按照法国政府的公开材料，共有23000余人被捕，其中3427名军人因为叛乱被定罪，并判决了554人死刑。。但根据不同的来源，只有不到50人被真正的处决。（而贝当则承认处决了55人）。然而，一些研究相信被处决者可能远远高于公开的数目。因为一些被处决者并非以叛乱的罪名被逮捕。而更多人甚至未经审判就被草草处决，之后被冠以“阵亡”的名义。至于剩下的被捕者，则大多被判处苦役或流放至北非殖民地。